# Donovan Stewart Correll
Donovan „Don“ Stewart Correll (* 13. April 1908 in Wilson, North Carolina; † 28. März 1983 in Miami, Florida) war ein US-amerikanischer Botaniker. Correll war ein Spezialist für Orchideen. Sein offizielles botanisches Autorenkürzel lautet „Correll“.

## Leben
Correll wurde 1908 in North Carolina geboren und verbrachte auch den Großteil seiner Jugend dort. Nach verschiedenen Tätigkeiten in Florida und Sprach- und Gesangsunterricht begann er ein Studium an der Duke University. 1934 erhielt er dort seinen Bachelor of Arts, 1936 seinen Master of Arts. 1939 schloss er sein Studium mit dem Doktorgrad Ph.D. ab. Für seine Doktorarbeit forschte er unter anderem an der Harvard University bei Oakes Ames, der sein Interesse für die Botanik weckte.
1944 war er für das Landwirtschaftsministerium der Vereinigten Staaten (USDA) tätig. Danach folgte die Einberufung zum Militärdienst, bei dem Correll von 1944 bis 1946 als Gunnery officer in der US Navy diente.
Nach dem Ende seiner Dienstzeit arbeitete Correll ab 1947 erneut beim USDA. Sein Werk Native Orchids of North America North of Mexico erschien 1950. Gemeinsam mit Oakes Ames veröffentlichte er 1952 und 1953 in zwei Bänden Orchids of Guatemala. 1956 endete die Tätigkeit im Landwirtschaftsministerium und Correll wurde Leiter der botanischen Abteilung der Texas Research Foundation. Er publizierte ein Werk zu texanischen Farnen. 1962 folgte ein weiteres Werk zu Farnen, dass aus der Zusammenarbeit mit I. W. Knobloch entstand. Gemeinsam mit Marshall C. Johnston von der University of Texas und weiteren Mitarbeitern entstand das Manual of the Vascular Plants of Texas, welches 1970 veröffentlicht wurde.
Von 1971 bis 1973 wirkte Correll als Program Director for Systematic Biology bei der National Science Foundation. Danach wechselte Correll zum Fairchild Tropical Botanic Garden nach Miami, wo er gemeinsam mit seiner Frau Helen B. Correll und der Assistentin Priscilla Fawcett zur Flora der Bahamas forschte. Das auf Basis dieser Arbeit entstandenen Werk Flora of the Bahama Archipelago, Including the Turks and Caicos Islands erschien 1982. Im Jahr zuvor hatte Correll mit Alaska Highway Adventure ein Buch über seine eigenen Erlebnisse als Botaniker am Alaska Highway in den 1940er Jahren publiziert.
Correll, der Mitglied des Explorers Club und zahlreicher botanischer Vereine war, verstarb am 28. März 1983 nach monatelanger Krankheit. Er hinterließ seine Frau Helen Butts Correll (1907–?) sowie zwei Söhne und zwei Töchter.

## Ehrungen
Die Native Plant Society of Texas vergibt seit 1988 alljährlich den Donovan Stewart Correll Memorial Award für wissenschaftliche Arbeiten auf dem Gebiet der Flora des US-Bundesstaates Texas. Correll zu Ehren wurden die Gattungen Correllia A.M.Powell aus der Familie der Korbblütler (Asteraceae) und Correlliana D’Arcy  aus der Familie der Primelgewächse (Primulaceae) benannt.

## Werke (Auswahl)
- Correll, Donovan Stewart: Collecting wild potatoes in Mexico. Circular / USDA, 1948
- Correll, Donovan Stewart: Native Orchids of North America, North of Mexico. Chronica Botanica Company, 1950
- Correll, Donovan Stewart: Section Tuberarium of the genus Solanum of North America and Central America (Agriculture monograph). Ed. USDA, 1952
- Ames, Oakes; Correll, Donovan Stewart: Orchids of Guatemala. 2 Vol. Ed. Chicago Natural History Museum. 1952
- Ames, Oakes; Correll, Donovan Stewart: Orchids of Guatemala. Fieldiana: Botany Vol 26, Nº 2. 1953
- Correll, Donovan Stewart: Vanilla: Its botany, history, cultivation and economic import. Ed. Soc. for Economic Botany. 1953
- Correll, Donovan Stewart: Ferns & Fern Allies of Texas. Ed. Texas Research Foundation, 1956
- Correll, Donovan Stewart: Flora of Peru (Botanical series). Ed. Field Museum of Natural History 1967
- Correll, Donovan Stewart: Manual of the Vascular Plants of Texas. 1970
- Correll, Donovan Stewart; Correll, Helen B.: Aquatic & Wetland Plants of Southwestern United States. Ed. Stanford Univ Pr. 1975
- Correll, Donovan Stewart: Native Orchids of North America North of Mexico. Ed. Univ Microfilms Intl. 1978, ISBN 0-8047-0999-8
- Correll, Donovan Stewart: Alaska Highway Adventure. 1981
- Correll, Donovan Stewart: Potato & Its Wild Relatives: Section Tuberarium of the Genus Solanum. Ed. Lubrecht & Cramer Ltd, 1982, ISBN 0-934454-93-0
- Correll, Donovan Stewart: Notes from a singing plant explorer. 1983
- Ames, Oakes; Correll, Donovan Stewart: Orchids of Guatemala and Belize. Courier Dover Publications, 1985